# Fernsehturm Avala
Der Fernsehturm Avala (serbisch Авалски торањ Avalski toranj) ist ein rund 205 Meter hoher Fernsehturm in der serbischen Hauptstadt Belgrad. Der Turm ist für Publikumsverkehr öffentlich zugänglich und hat auf rund 120 Metern Höhe eine Aussichtsplattform. Der in den 1960er Jahren errichtete Fernsehturm wurde 1999 im Zuge des Kosovokrieges durch NATO-Angriffe zerstört. Von 2006 bis 2009 wurde er erneut erbaut.

## Geschichte

### Erster Fernsehturm

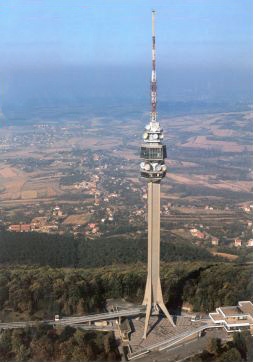
Luftbild des ersten Fernsehturms Avala

Der erste Fernsehturm Avala, benannt nach dem gleichnamigen Berg Avala, auf dem er steht, wurde in den Jahren 1959 bis 1960 geplant und entworfen und von 14. Oktober 1961 bis 1964 von einer Belgrader Baufirma errichtet. Architekten dieses Turms waren Uglješa Bogdanović und Slobodan Janjić, leitender Ingenieur war Milan Krstic.
Über 100 Bauarbeiter waren permanent an der Baustelle und verbauten über 4000 Tonnen Stahlbeton. Den Abschluss der Arbeiten bildete die Installation des 60 Meter hohen und 25 Tonnen schweren Antennenträgers. Die Inbetriebnahme erfolgte im Mai 1965. Die Bauarbeiten liefen ohne Todesfälle oder gravierende Verletzungen der Bauarbeiter ab. Die Gesamthöhe des ersten Fernsehturms betrug 202,87 Meter. Damit gehörte er zum Eröffnungszeitpunkt zu den höchsten Fernsehtürmen der Welt.
1971 wurde die Antenne des Fernsehturms durch eine neue ersetzt, die Farbfernsehen übertragen konnte. So war es möglich, dass ab dem 31. Dezember 1971 das Zweite Programm mit der Ausstrahlung des Programms in Farbe beginnen konnte.

### Zerstörung des Turms
Am 29. April 1999 wurde dieser Turm durch einen Bombenangriff von amerikanischen Bombern der Operation Allied Force im Auftrag der NATO während des Kosovokriegs zerstört. Der Fernsehturm ist das weltweit höchste Gebäude, das durch eine kriegerische Handlung zerstört worden ist. Die Zerstörung wurde durch eine lasergelenkte GBU-27-Bombe verursacht, die einen Turmfuß zerstörte und so den Kollaps des gesamten Bauwerks verursachte. Das Bauwerk war eines der letzten Ziele, welches durch die NATO-Operation zerstört worden war. Der Zweck der Zerstörung war es, den Rundfunksender Radio-Televizija Srbije dauerhaft an der Ausstrahlung seines Programmes zu hindern.

### Zweiter Fernsehturm
Im Jahr 2004 formierte sich eine Initiative von Rundfunkjournalisten, den Fernsehturm wieder aufzubauen. Man begann mit einer Sammlung von Geldern für den Wiederaufbau, an der sich auch die serbischen Tennisstars Novak Đoković und Ana Ivanović beteiligten. Auch wurden „Turm-Konzerte“ zu diesem Zweck veranstaltet. Durch Fundraising und private Spenden konnten auf diese Art über eine Million Euro gesammelt werden. Den größten Anteil an den rund 85 Mio. Euro teuren Baukosten trug allerdings der Staat.

Baufortschritt des Fernsehturms
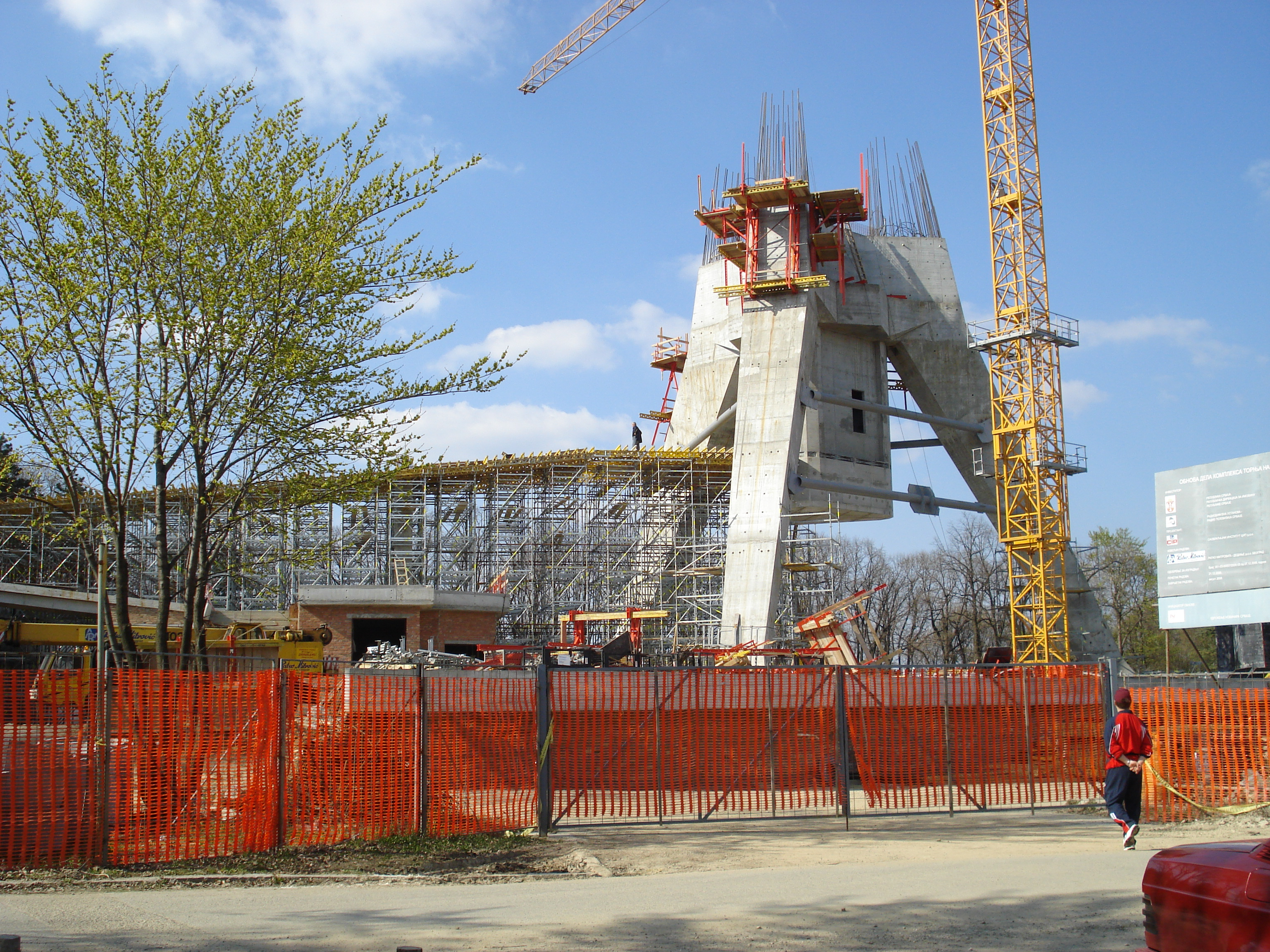
Februar 2008
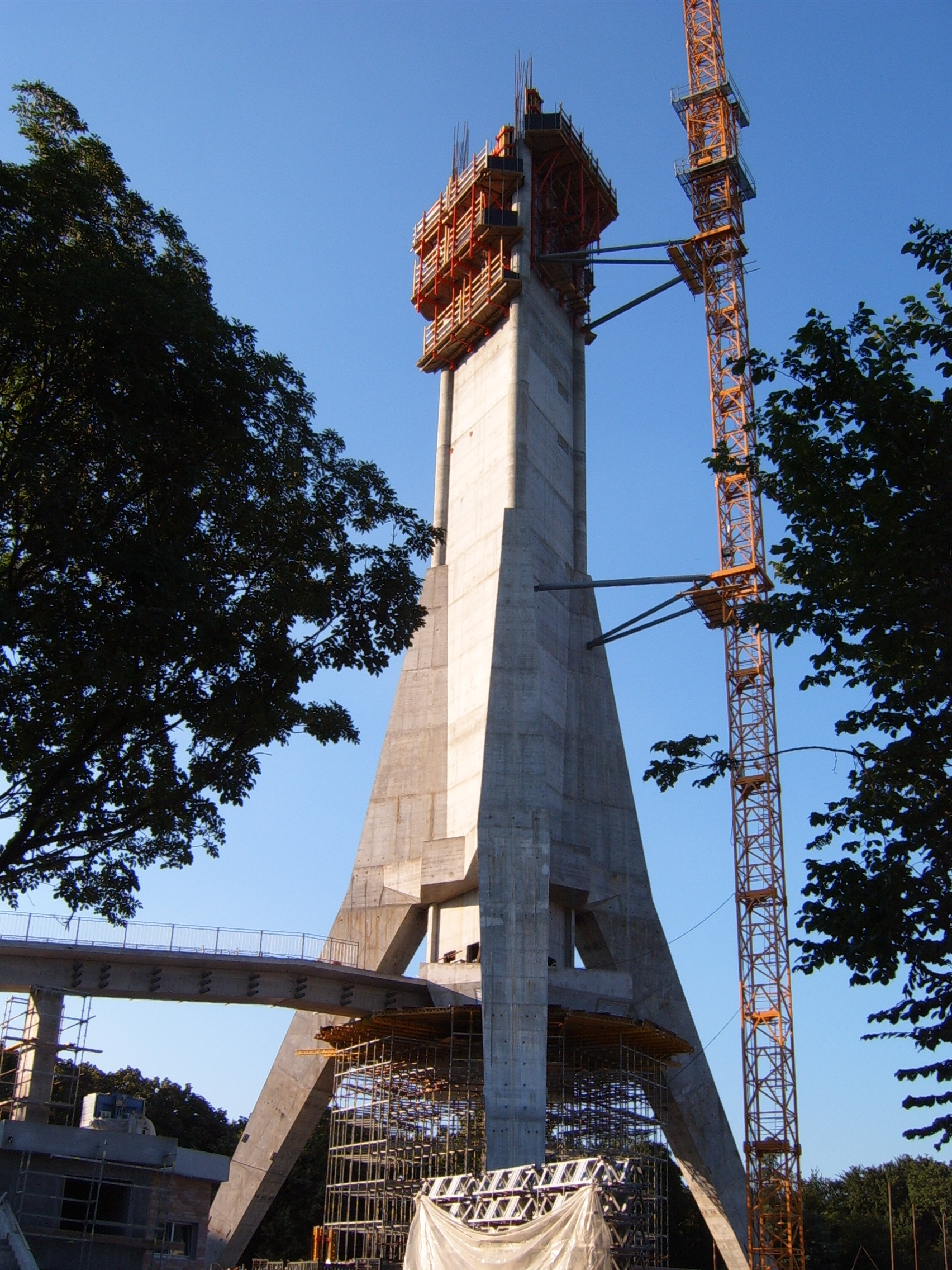
Juli 2008
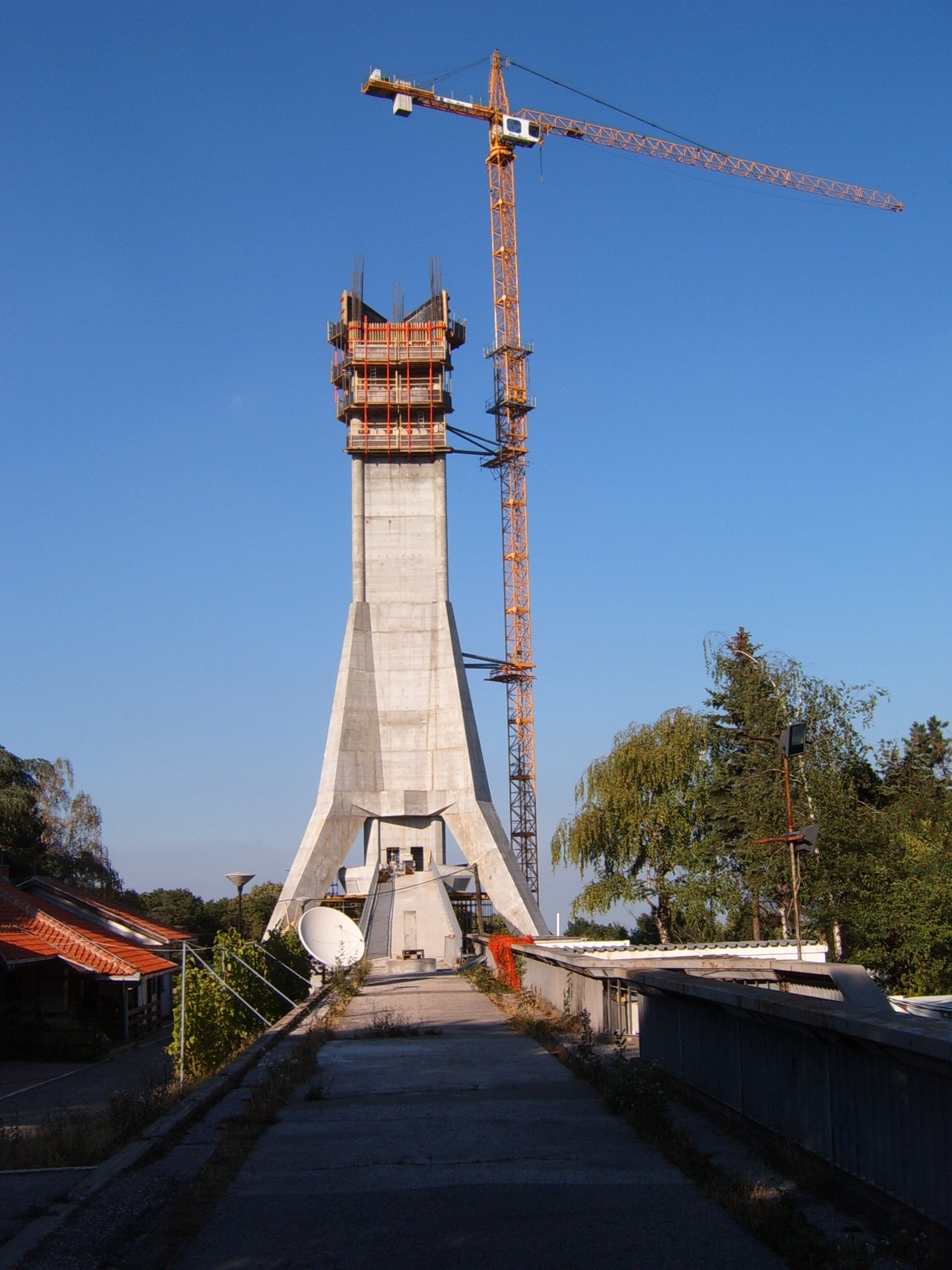
Juli 2008
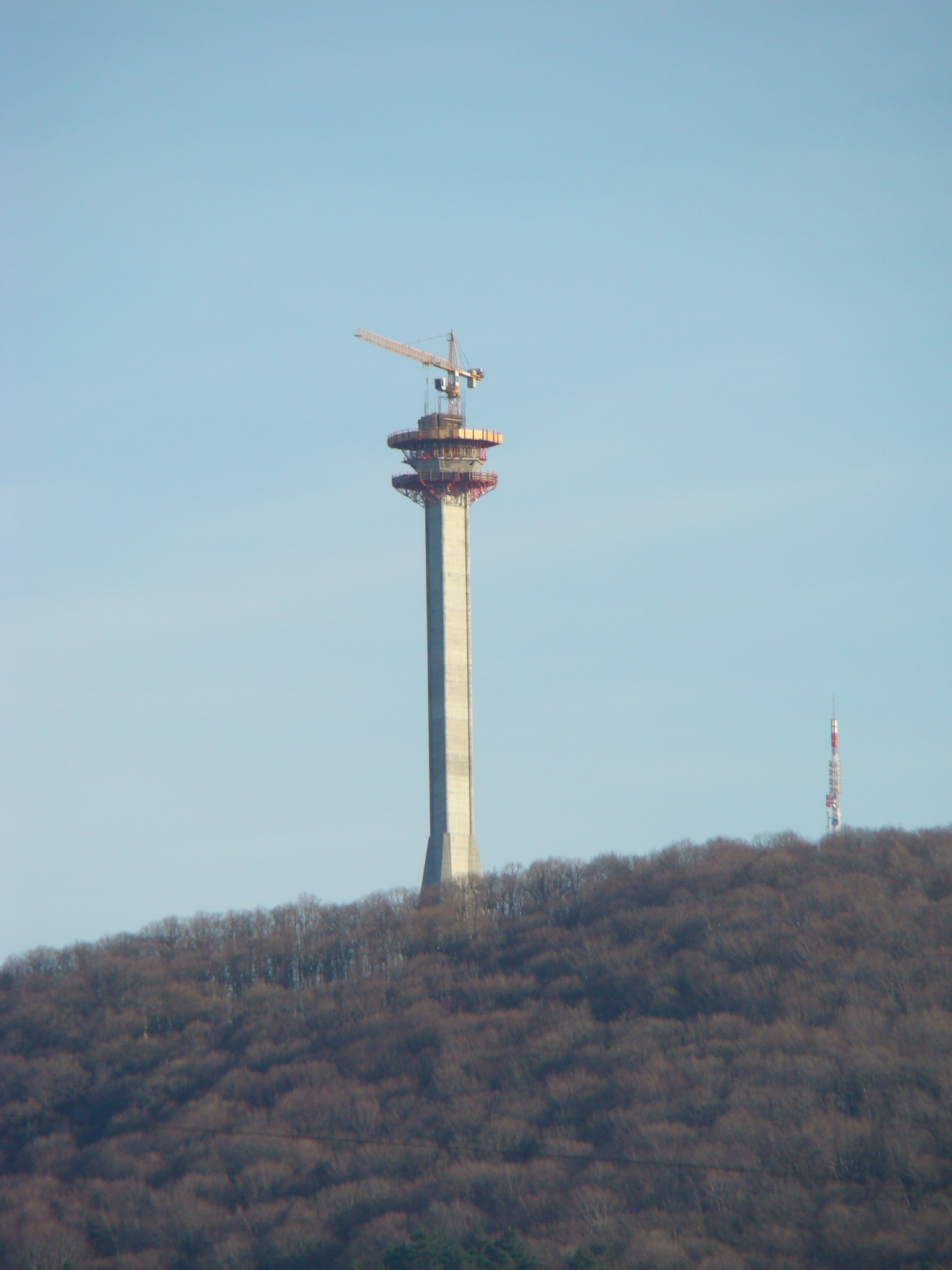
Februar 2009
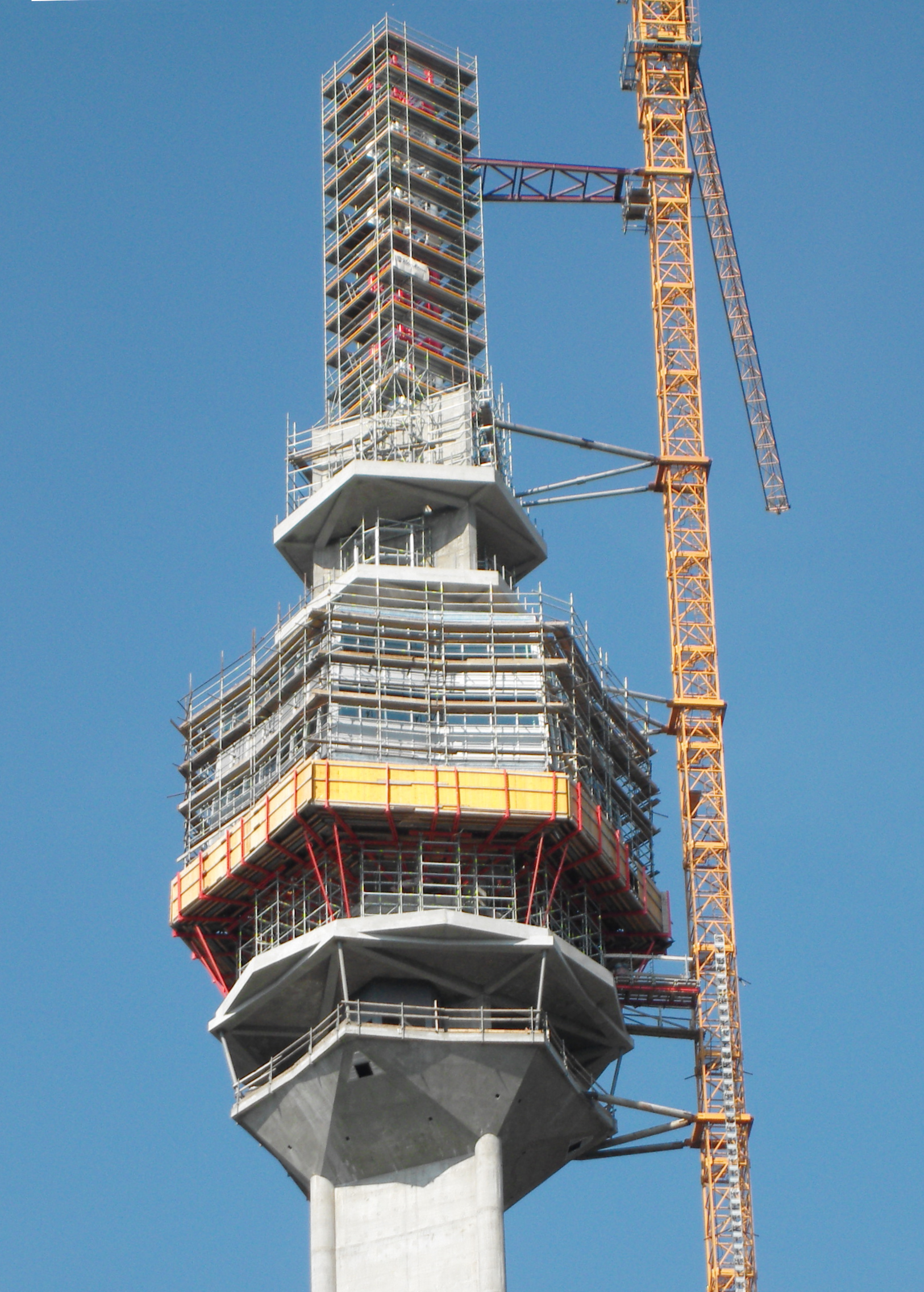
August 2009

Der heutige Fernsehturm Avala wurde vom 21. Dezember 2006 bis 23. Oktober 2009 erbaut und hat eine Höhe von 204,68 Metern. Er ersetzte den ersten, nahezu baugleichen Fernsehturm, der an dieser Stelle erbaut wurde.
Die Eröffnungsfeierlichkeiten für den neuen Fernsehturm fanden am 21. April 2010 statt. Zu den Gästen zählte auch der damalige Belgrader Bürgermeister Dragan Đilas.

## Beschreibung

### Konstruktion und Turmschaft

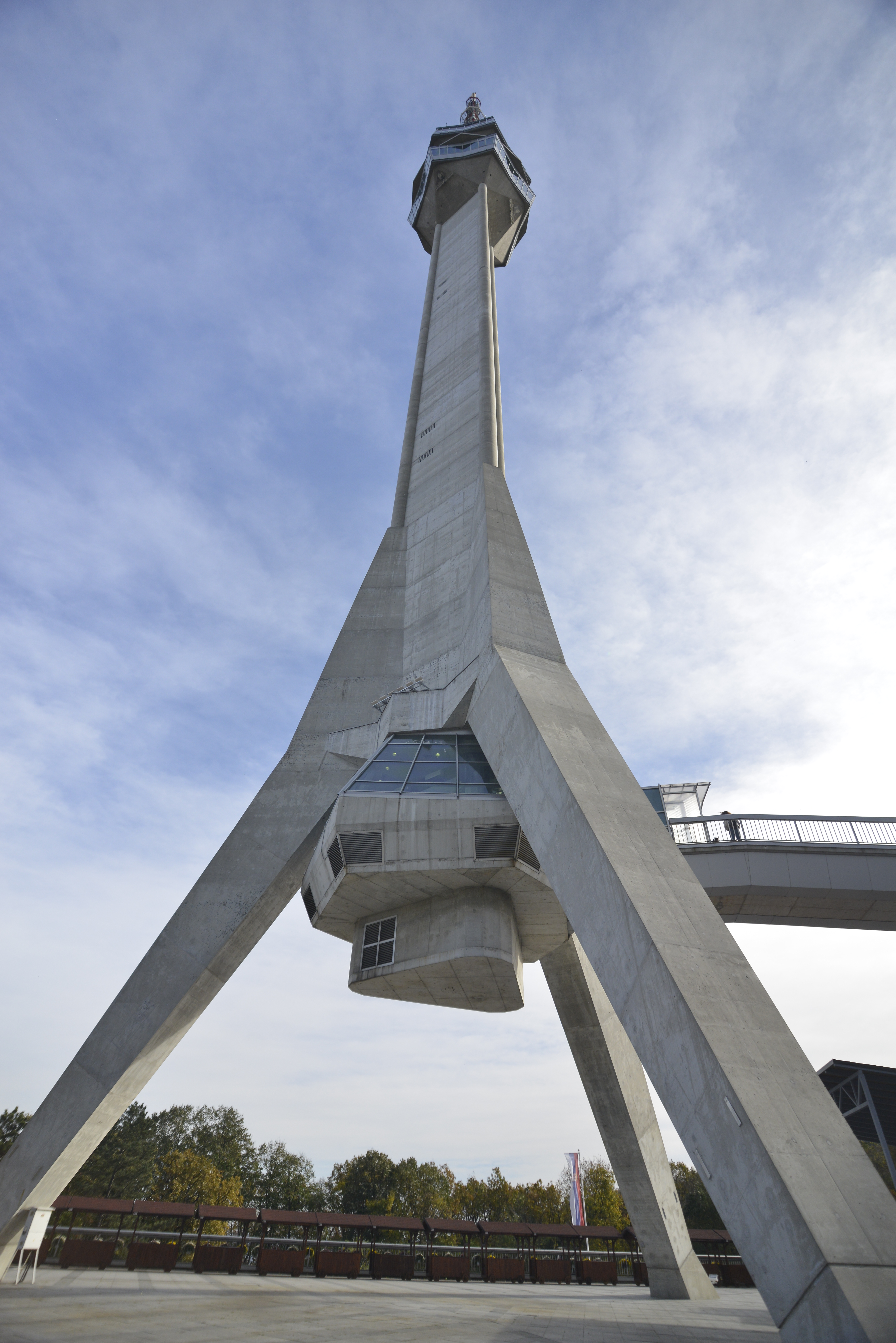
Untersicht auf den Turm mit der Stelzenkonstruktion

Die Stahlbetonkonstruktion ragt 136,65 Meter in die Höhe, auf der sich noch ein 67,92 Meter hoher Antennenträger befindet.
Der als vertikale Kragarmkonstruktion erbaute Turm verfügt über drei tragende Stelzen, die den Turmschaft und damit eine Last von 330 Tonnen tragen. Da der Turmschaft nicht direkt den Erdboden berührt, ermöglicht eine gut vier Meter breite, schräg aufsteigende Rampenkonstruktion den Zugang zum Turmschaft. Die als Turmfüße fungierenden Stahlbetonstelzen bilden in der Aufsicht ein gleichseitiges Dreieck und erinnern an ein Stativ. Im Schnittpunkt der Stelzen befindet sich am unteren Teil des Schaftes eine teilweise verglaste Eingangshalle, in welche die schräge Rampenkonstruktion mündet. Von der Halle gelangt man über zwei Schnellaufzüge in den oberen Teil des Turmes. Eine architektonisch ähnliche Lösung wurde auch beim Fernsehturm St. Chrischona bei Basel in der Schweiz realisiert. In diesem Fall ragt der Schaft allerdings bis in den Erdboden hinab, auch wenn das aus statischen Gründen nicht notwendig gewesen wäre.

### Turmkorb

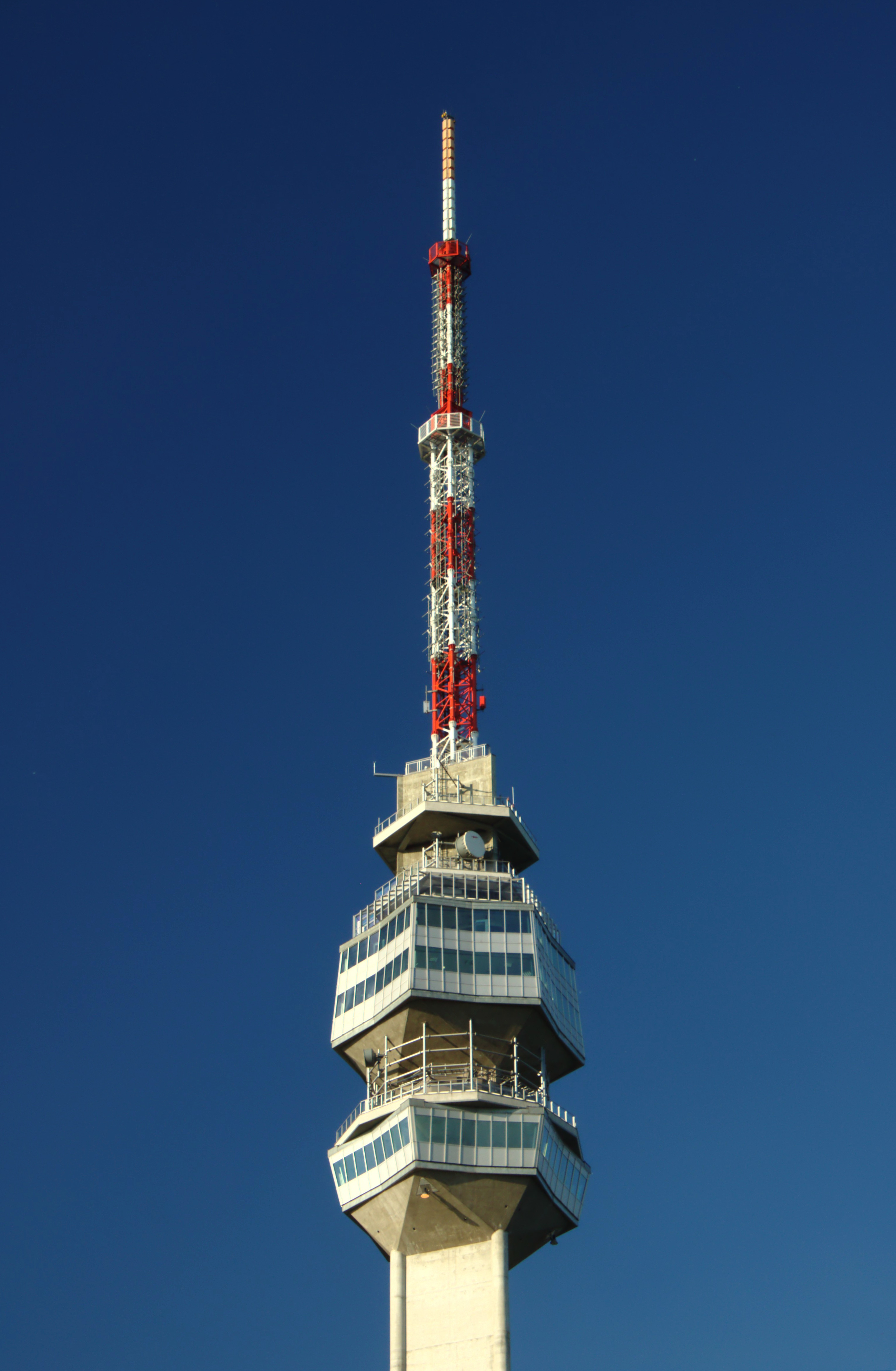
Turmkorb und Antennenträger

Der Turmkorb, der von 102 bis 135 Metern reicht, besteht aus zwei strukturell voneinander getrennten Einheiten und hat eine sechseckige Grundfläche.
Der untere eingeschossige Turmkorb dient als Betriebsgeschoss und verbreitert sich leicht zur Höhe hin. Darüber befindet sich eine Antennenplattform, auf der sich Richtfunkantennen befinden. Darüber schließt sich ein zweigeschossiger Korb auf rund 120 Meter Höhe an, der sich leicht zur Spitze hin verjüngt. Hier sind ein Besuchercafé und die geschlossene Aussichtsplattform für die Besucher untergebracht. Darüber gibt es eine Freiluftplattform, welche rundum mit hohen Glasscheiben abgeschlossen ist. Über der Freiluftplattform existieren zwei weitere Antennenplattformen. Oberhalb der zweiten Plattform endet der Betonschaft, der als Basis für den abschließenden Antennenmast dient.
Das wiedererrichtete Bauwerk ist mit Antennenträger 204,68 Meter hoch und damit knapp zwei Meter höher als der ursprüngliche Turm.

## Rezeption
Im Jahr 2011 brachte die Serbische Post eine Sonderbriefmarke mit dem Fernsehturm Avala als Hauptmotiv heraus. Die am 15. Februar herausgebrachte Briefmarke mit dem Frankaturwert von 44 Dinar hatte eine Auflage von 200.000 Stück.

## Frequenzen und Programme

### Analoger Hörfunk (UKW)
| Frequenz (MHz) | Programm                          | RDS PS                     | RDS PI | Regionalisierung | ERP (kW) | Antennendiagramm rund (ND)/gerichtet (D) | Polarisation horizontal (H)/vertikal (V) |
| -------------- | --------------------------------- | -------------------------- | ------ | ---------------- | -------- | ---------------------------------------- | ---------------------------------------- |
| 95,3           | Radio Beograd 1                   | RTS_RB_1/95,3_MHz/_Avala__ | D2FF   | –                | 75       | ND                                       | H/V                                      |
| 97,6           | Radio Beograd 2 / Radio Beograd 3 | RTS_RB_2/Avala___/97,6MHz_ | D2F6   | –                | 75       | ND                                       | H/V                                      |
| 98,5           | Hit FM                            | _HIT_FM_                   | 5000   | –                | 1        | ?                                        | H/V                                      |
| 104,0          | Radio Beograd 202                 | RTS_202_/AVALA___/104,0MHZ | D2FA   | –                | 130      | ND                                       | H/V                                      |

### Digitales Fernsehen (DVB-T2)
DVB-T2 befindet sich seit dem 25. Mai 2015 im Regelbetrieb:
| Kanal | Frequenz (in MHz) | Multiplex  | Programme im Multiplex                                                       | ERP (in kW) | Antennen- diagramm rund (ND) / gerichtet (D) | Polarisation horizontal (H) / vertikal (V) |
| ----- | ----------------- | ---------- | ---------------------------------------------------------------------------- | ----------- | -------------------------------------------- | ------------------------------------------ |
| 22    | 482               | ETV 1. Mux | - RTS 1 - RTS 2 - RTS Digital - RTS HD - RTV Pink - B92 - TV Prva - Happy TV | 100         | ND                                           | H                                          |
| 28    | 530               | ETV 2. Mux | - Studio B - M moja TV - TV Kanal 3 - Sat TV - TV Mag                        | 100         | ND                                           | H                                          |

### Ehemaliges analoges Fernsehen (PAL)
Bis zur Umstellung auf DVB-T am 25. Mai 2015 wurden noch folgende analoge Fernsehsender vom Fernsehturm Avala ausgestrahlt:
| Kanal | Frequenz (MHz) | Programm | ERP (kW) | Sendediagramm rund (ND)/ gerichtet (D) | Polarisation horizontal (H)/ vertikal (V) |
| ----- | -------------- | -------- | -------- | -------------------------------------- | ----------------------------------------- |
| 6     | 175,25         | RTS 1    | 100      | ND                                     | H                                         |
| 22    | 479,25         | RTS 2    | 100      | ND                                     | H                                         |
| 45    | 663,25         | RTV Pink | 100      | ND                                     | H                                         |
| 57    | 759,25         | B92      | 100      | ND                                     | H                                         |
| 64    | 815,25         | Happy TV | 100      | ND                                     | H                                         |